# Мечеть Дарюльхадіс
Мече́ть Дарюльхаді́с (тур. Darülhadis Camii) — мечеть в Едірне, Туреччина. Збудована у 1435 році Султаном Мурадом II на березі річки Тунджа. Питання про те, чи була споруда збудована як мечеть, чи як медресе, є предметом дискусій, і існують різні думки. Під час Балканської війни її єдиний мінарет був зруйнований артилерійським вогнем болгар. З кіблського боку мечеті розташовані 2 тюрбе. У цих тюрбе знаходяться могили двох синів Мурада II та дітей Мустафи III і Ахмеда III.